# Aylo
Aylo (bis August 2023 Mindgeek) ist ein Medien- und IT-Unternehmen überwiegend im Bereich der Internet-Pornografie. Zu dem Unternehmen zählen Marken wie Pornhub, YouPorn, RedTube, Brazzers, Mydirtyhobby, VideoBash, Mofos, Tube8, XTube, ExtremeTube und SpankWire, Babes.com, Men.com, Sean Cody und Digital Playground.

## Geschichte
Aylo hieß von 2004 bis 2013 Manwin und bis August 2023 Mindgeek. Im November 2011 wurde Manwin ein Partner von Playboy und vertreibt seitdem die Onlinepräsenz des Magazins. Zudem übernahm Manwin die Fernsehprogramme der Firma weltweit und betreibt Playboy TV unter Lizenz durch die Firma Playboy Plus Entertainment in Los Angeles.
Geschäftsführer und Gesellschafter war bis Oktober 2013 der Unternehmer Fabian Thylmann. Der Jahresumsatz der Websites wurde auf 30 Millionen Euro geschätzt. Die Holding aus Luxemburg hatte über 35 Tochterfirmen, davon zwölf in Luxemburg. Die Welt am Sonntag schrieb 2012, die Firma wäre „ein Fall für die Steuerfahndung“. Im Dezember 2012 wurde Fabian Thylmann mit Verdacht auf Steuerhinterziehung in Belgien festgenommen. 2013 verkaufte Thylmann das Unternehmen für geschätzt 73 Millionen Euro. Die Geschäfte wurden von 2013 bis 2022 von Feras Antoon (* 1975) geführt, dem ehemaligen Geschäftsführer der kanadischen Manwin-Filiale. COO war bis 2022 David Tassilo. 2021 wurde bekannt, dass über 50 % der Firma dem österreichischen Investor Bernd Bergmair (* 1968) gehören.
Im August 2023 wurde Mindgeek von Ethical Capital Partners aufgekauft, einem Private-Equity-Unternehmen mit Sitz in Ottawa. Es firmiert seitdem als Aylo. Dieser Kauf erfolgte am Tag nachdem Netflix die Dokumentation Money Shot veröffentlichte, die sich mit kontroversen und problematischen Vorgängen in der Pornofilmbranche, darunter Pornhub, beschäftigt.

## Kritik und Kontroversen

### Sicherheitslücken 2012
Im Februar 2012 wurden aufgrund einer Sicherheitslücke Passwörter und E-Mail-Adressen von mehr als 6.000 Benutzern kopiert; bei einem weiteren Sicherheitsproblem im März 2012 wurden auf der Website von Digital Playground mehr als 73.000 Benutzernamen, E-Mail-Adressen und Passwörter kopiert sowie Kreditkarteninformationen von 40.000 Kreditkarten ausgelesen.

### Klage 2021
Mitte Juni 2021 gingen 34 Frauen gegen nicht einvernehmliche Sexvideos auf Pornhub vor. Sie verklagten Mindgeek als Muttergesellschaft: „‚Die Klage wirft vor, dass Pornhub und MindGeek wissentlich von Videos profitiert haben, die Vergewaltigung, sexuelle Ausbeutung von Kindern, Rachepornos, Menschenhandel und andere nicht einvernehmliche sexuelle Inhalte zeigen‘, teilte die Kanzlei Brown Rudnick am Donnerstag im Auftrag der Klägerinnen mit.“ Pornhub setzte dagegen, dass die Webseite „keine illegalen Inhalte (toleriert)“ und alle Beschwerden oder Anschuldigungen zu Inhalten untersuche.

### Jugendschutz
In der EU soll im Rahmen der Umsetzung des Digital Services Act der Zugang für Minderjährige erschwert, bzw. nur nach Prüfung des Mindestalters erlaubt sein. Im Streit um die Umsetzung dieser Richtlinie schaltete Porhub (und mit ihm verbundene Websites) den Zugang für Nutzer in Frankreich am 4. Juni 2025 ab. „Wir haben die schwierige Entscheidung getroffen, den Zugang zu unseren Seiten (Plattformen für von Nutzern hochgeladene Inhalte, darunter Pornhub, YouPorn und Redtube) in Frankreich vollkommen zu sperren und unsere Plattformen zu nutzen, um damit die französische Öffentlichkeit direkt anzusprechen“, erklärte Alex Kekesi, Vizepräsident für Marke und Community bei Aylo.